# الحزب الوحدوي الاشتراكي الديمقراطي (موريتانيا)
الحزب الوحدوي الديمقراطي الاشتراكي هو حزب سياسي قومي عربي في موريتانيا. اعتبارًا من عام 2013، يقود الحزب محفوظ ولد العزيز.

## التاريخ
تأسس الحزب في 20 سبتمبر 1994 على يد مزيج من القوميين العرب وأعضاء جمعية سرية لحزب البعث في موريتانيا. اسم الحزب مستوحى من شعار حزب البعث «الوحدة، الحرية، الاشتراكية»، لأن قانون الانتخابات الموريتاني يمنع الأحزاب من التسمية بأسماء أحزاب غير موريتانية. وحضر المؤتمر الأول للحزب، الذي عقد في نواكشوط في 11 تموز / يوليو 2010، عبد الله الأحمر، الأمين العام المساعد للقيادة الوطنية لحزب البعث العربي الاشتراكي.
وفاز حزب بمقعد واحد في انتخابات 19 نوفمبر و3 ديسمبر 2006.

## أيديولوجيا
دعم الحزب بقوة الحكومة السورية طوال الحرب الأهلية السورية، وهو عضو في الجبهة الوطنية الموريتانية وهي جمعية لأحزاب موريتانية أخرى داعمة للحكومة السورية. الأحزاب الأخرى في الجبهة تشمل الحزب الاشتراكي وحركة الجبهة الشعبية وحزب الرفاه والحزب الاشتراكي الديمقراطي وحزب الإصلاح.
شعار الحزب هو «الوحدة، الديمقراطية، الاشتراكية».